# Trường Đại học Kiên Giang
Trường Đại học Kiên Giang (tiếng Anh: Kien Giang University, viết tắt: KGU) là một trường đại học công lập định hướng ứng dụng, trực thuộc Bộ Giáo dục và Đào tạo, tọa lạc tại thành phố Rạch Giá, tỉnh Kiên Giang. Được thành lập vào năm 2014 theo Quyết định số 758/QĐ/TTg trên cơ sở Phân hiệu của Trường Đại học Nha Trang tại Kiên Giang, trường có nhiệm vụ đào tạo nguồn nhân lực đa ngành, tập trung vào các lĩnh vực thế mạnh của vùng Đồng bằng sông Cửu Long và kinh tế biển như nông nghiệp, thủy sản, công nghệ thực phẩm, du lịch và kinh tế.

## Lịch sử
Ngày 04 tháng 6 năm 2006, Bộ GD&ĐT ban hành Quyết định số 1704/QĐ-BGDĐT thành lập Phân hiệu Kiên Giang của Trường Đại học Thủy sản mà nay là Trường Đại học Nha Trang.
Ngày 21 tháng 5 năm 2014, Thủ tướng Chính phủ ra Quyết định số 758/QĐ/TTg thành lập trường Đại học Kiên Giang trên cơ sở Phân hiệu Trường Đại học Nha Trang tại Kiên Giang.

## Tổ chức
Năm 2021, Trường Đại học Kiên Giang có 09 khoa:
1. Khoa học Thực phẩm và Sức khoẻ
2. Nông nghiệp và Phát triển nông thôn
3. Kĩ thuật - Công nghệ
4. Sư phạm và Xã hội nhân văn
5. Chính trị - Quốc phòng
6. Tài nguyên - Môi trường
7. Kinh tế - Du lịch
8. Ngoại ngữ
9. Thông tin và Truyền thông

Có 08 phòng:
1. Hành chính - Quản trị
2. Tổ chức cán bộ
3. Kế hoạch - Tài chính
4. Đào tạo
5. Công tác sinh viên và Kết nối cộng đồng
6. Hợp tác và Khoa học Công nghệ
7. Thanh tra pháp chế
8. Đảm bảo chất lượng

Có 05 trung tâm trực thuộc:
1. Thông tin - Thư viện
2. Quản lí thực hành - Thí nghiệm
3. Dịch vụ - Trường học
4. Trung tâm Ứng dụng công nghệ và Khởi nghiệp
5. Trung tâm Đào tạo và Sát hạch tổng hợp

Và 01 Ban Quản lý dự án.

## Ngành đào tạo
1. Trường Đại học Kiên Giang tuyển sinh trình độ Đại học các ngành:
- Sư phạm toán học
- Kế toán
- Quản trị kinh doanh
- Luật
- Tài chính ngân hàng
- Công nghệ sinh học
- Công nghệ thông tin
- Công nghệ kỹ thuật xây dựng
- Công nghệ kĩ thuật môi trường
- Công nghệ thực phẩm
- Nuôi trồng thủy sản
- Khoa học cây trồng
- Chăn nuôi
- Ngôn ngữ Anh
- Quản lí tài nguyên và môi trường
- Tiếng Việt và văn hoá Việt Nam
- Du lịch
- Kĩ thuật điều khiển và tự động hoá
- Giáo dục tiểu học
- Công nghệ kĩ thuật ô tô
- Kinh doanh quốc tế (dự kiến đào tạo năm 2023)
- Bảo vệ thực vật.[4]

2. Trường Đại học Kiên Giang liên kết với Trường Đại học Nha Trang đào tạo Đại học bằng hai các ngành:
- Ngôn ngữ Anh
- Kế toán
- Quản trị kinh doanh.

3. Đào tạo Đại học liên thông từ Cao đẳng các ngành:
- Nuôi trồng thủy sản
- Công nghệ thực phẩm
- Công nghệ thông tin
- Tài chính ngân hàng
- Kế toán.

4. Đào tạo Đại học liên thông từ Trung cấp ngành Kế toán.